# Élection présidentielle birmane de 2016
L'élection présidentielle birmane de 2016 a lieu le 15 mars 2016 afin d'élire au suffrage indirect le Président de la Birmanie. 
Le candidat de la Ligue nationale pour la démocratie, Htin Kyaw, est élu pour un mandat de cinq ans.

## Contexte

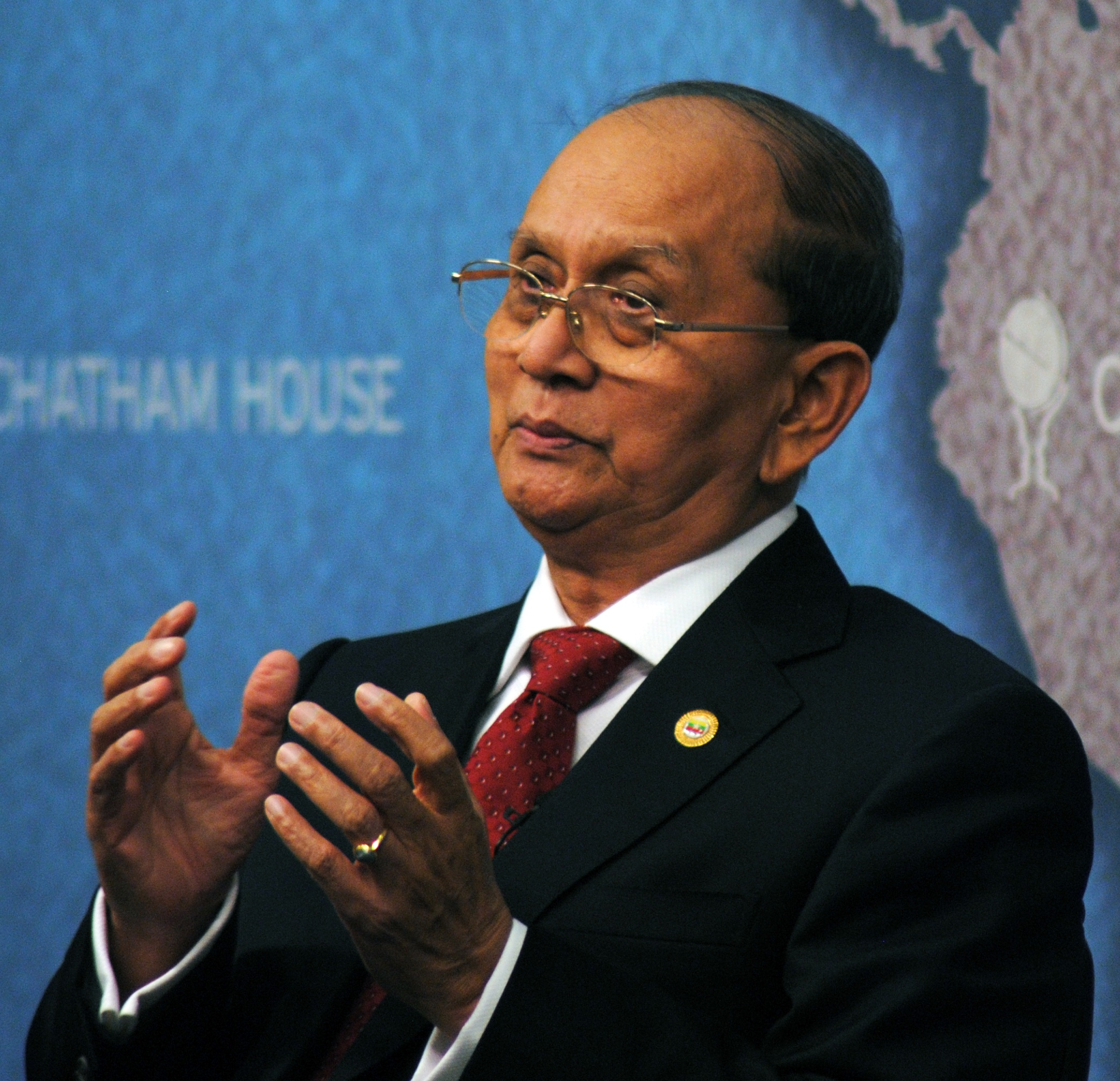
Le président sortant Thein Sein

L'élection a lieu peu après l'investiture début février des parlementaires élus lors des élections législatives de novembre 2015, largement remportées par la Ligue nationale pour la démocratie (NLD) menée par Aung San Suu Kyi. Cette dernière est cependant empêchée de concourir à la présidentielle cette année là en raison de l'interdiction faite aux candidats d'avoir des conjoints ou des enfants possédant une nationalité étrangère, une condition taillée sur mesure par l'ancienne junte au pouvoir pour empêcher sa candidature. 

## Mode de scrutin
Le président de la Birmanie est élu pour un mandat de cinq ans renouvelable une seule fois au suffrage indirect par les 664 membres de l'Assemblée de l'Union, le parlement bicaméral birman,.
Pour ce faire, trois comités sont mis en place, l'un par la Chambre des représentants, un autre par la Chambre des nationalités, et un troisième par les Forces armées birmanes, tous en leur sein. Chacun des comités désigne un candidat— qui n'est pas nécessairement un parlementaire — et les trois personnes ainsi nommées se présentent lors de l'élection proprement dite, qui a lieu au scrutin indirect par les membres de l'Assemblée de l'Union. Cette dernière se compose des 440 membres de la Chambre des représentants, et des 224 membres de celle des nationalités, chacun d'entre eux votant pour un seul candidat, à bulletin secret,. 
A l'issue du scrutin, le candidat arrivé en tête est déclaré élu président de la Birmanie, celui arrivé en seconde position devient premier vice-président, et le dernier second vice-président,.
Les vice-présidents n'ont pour seule véritable fonction que de remplacer par intérim le président en cas d'incapacité de celui-ci à finir son mandat, en attendant l'élection d'un nouveau président par le parlement. Dans ce cas, le président et les vice-présidents nouvellement élus le sont pour la durée restante du mandat entamé par leurs prédécesseurs, de telle sorte qu'une nouvelle élection présidentielle coïncide malgré tout avec le renouvellement du parlement au terme de son mandat de cinq ans,.

### Conditions
Tout candidat à la présidence doit être âgé d'au moins quarante cinq ans, être né de parents nés birmans sur le territoire birman, avoir résidé dans le pays de manière continu pendant au moins vingt ans, et ne pas avoir d'autre nationalité que celle birmane. Cette dernière condition s'étend aux parents, aux conjoints et aux enfants du candidat,.

## Résultats
Sur les 664 membres du parlement, sept n'ont pas été pourvus lors des élections parlementaires du fait des divers insurrections en cours. 
| Candidats                | Candidats                | Partis                   | Voix | %     |
| ------------------------ | ------------------------ | ------------------------ | ---- | ----- |
|                          | Htin Kyaw                | NLD                      | 360  | 55,21 |
|                          | Myint Swe                | USDP                     | 213  | 32,67 |
|                          | Henry Van Thio           | NLD                      | 79   | 12,12 |
|                          |                          |                          |      |       |
| Votes valides            | Votes valides            | Votes valides            | 652  | 100   |
| Votes blancs et nuls     | Votes blancs et nuls     | Votes blancs et nuls     | 0    | 0     |
| Total                    | Total                    | Total                    | 652  | 100   |
| Abstention               | Abstention               | Abstention               | 5    | 0,76  |
| Inscrits / participation | Inscrits / participation | Inscrits / participation | 657  | 99,24 |